# Carlos Colombino
Carlos Santiago Colombino Lailla (Concepción, 20 de octubre de 1937-Asunción, 14 de mayo de 2013) fue un artista plástico, arquitecto, escritor y gestor cultural paraguayo.

## Infancia y juventud
Nació en la ciudad de Concepción, Paraguay, el 20 de octubre de 1937. Su infancia fue algo desordenada puesto que su familia se encontraba en busca constante de un hogar, cuando finalmente en 1947 después de una pesquisa ardua encontraron un lugar en Asunción que; en ese entonces estaba en guerra civil, donde él vive la experiencia de los desastres que puede producir una guerra. En 1950 se construye la vivienda familiar en el Barrio Pinozá de Asunción. Ingresó en el Colegio Nacional de la Capital, donde cursa toda la secundaria. En 1954 observa la muestra del grupo Arte Nuevo en las vidrieras de la calle Palma de Asunción. Con sus compañeros del Colegio Nacional realiza una muestra de arte en los escaparates de la Casa Atlas. Conoce a los escritores Rubén Bareiro Saguier y Ramiro Domínguez y al pintor Ignacio Núñez Soler.
En 1955 Ingresa a la Facultad de Derecho y comienza a trabajar en el estudio de abogacía de Paciello-Domínguez-Cháves-Bareiro Saguier. Allí conoce a Olga Blinder. Un año más tarde con los auspicios de la Revista Alcor, realiza su primera exposición de pinturas en el Centro Cultural Paraguayo- Francés de Asunción, donde conoce a la escritora Josefina Plá y al arq. Roger Ayala.

## En artes visuales
Creó la técnica de la xilopintura como su técnica fundamental. Lo hizo a partir de su incursión en el xilograbado en el taller de la artista plástica paraguaya Olga Blinder, donde el común denominador era una intensa búsqueda de nuevos lenguajes visuales. Muy pronto, Colombino se integró al grupo "Arte Nuevo" con un lenguaje propio y una técnica nueva en la plástica del Paraguay.
La xilopintura es una técnica que consiste en tallar la matriz del xilograbado pero abstenerse de copiar. Esta matriz es tratada no como medio para luego estampar el papel sino como la obra en sí misma. La madera luego se trabaja con pintura al óleo. 
En las xilopinturas de Colombino, la propia textura de la madera de cedro, crea un ambiente en que los objetos, a pesar de la propia distorsión, pueden ser reconocidos como elementos figurativos. Las láminas de madera son talladas en varias capas, teñidas con óleos en colores que subrayan los tonos propios del material. 
Pero la xilopintura no es la única técnica empleada por Colombino. También ha trabajado el grabado sobre madera y metal.
Son varias las temáticas de la obra visual de Carlos Colombino. Entre las más importantes se encuentra un alegato contra la dictadura del Alfredo Stroessner. En ella,  el artista refleja el sufrimiento, la humillación y el abandono del pueblo. En este periodo las xilopinturas de Colombino se vuelcan a la denuncia política y la crítica social. A esa época corresponden obras como "El hombre" (1967) y "El general a cuerda" (1968). Luego, le siguen las series "Reflexiones sobre Durero" y "Paraguay".
Un poco antes de la caída de la dictadura, Colombino empezó una serie reflexiva. A esa etapa siguió una serie de exploraciones visuales basadas en la que hiciera sobre las máscaras del Kamba Ra'anga de Altos. 
Con esa serie, el pintor deseaba mostrar lo que estaba ocurriendo en el Paraguay. Esta serie siguió su curso aun cuando cae la dictadura y denota que la cuestión política y social de Paraguay no ha cambiado. Por eso creaba imágenes de seres encajonados, embutidos en estructuras más o menos geométricas, generalmente sin boca. El artista señalaba que aunque Paraguay vivía en democracia, el país no había cambiado substancialmente.
En el 1989 se publicó el libro "Colombino", con textos del Premio Cervantes de Literatura Augusto Roa Bastos. Sobre su obra pictórica.
Colombino concretó en 1990 una obra de grandes dimensiones titulada "La próxima cena", como “reflexión sobre el canibalismo político desatado en la transición”.
structuras más o menos geométricas, generalmente sin boca. El artista señalaba que aunque Paraguay vivía en democracia, el país no había cambiado substancialmente.

## En literatura
La producción literaria ha sido prolífica. Tiene en su haber varios poemarios y novelas firmadas bajo el seudónimo "Esteban Cabañas". También tiene una importante producción en el género del ensayo, el que abrazó principalmente para abordar temas culturales e históricos del Paraguay. 
Su primer título poético fue "Los monstruos vanos" (1964). Luego publicó otros libros de poemas: "El tiempo, ese círculo" (1979); "Los cuatro lindes" (1981); "Desentierro" (1982); "Premoniciones" (1986); "Foso de palabras" (1992); y "El náufrago insumiso", con el que obtiene el Premio “García Lorca 98”. 
Asimismo, publicó cuatro novelas: "Lo dulce y lo turbio" (1998) y "¿Quiere tomar un café en esa esquina?" (2000), "Juego cruzado" (2001) y "El dedo trémulo" (2002), "Alegato" (2005).  Autor también de dos obras de teatro: "Momento para tres" (1959) y "La parábola del sitio más perfecto" (1984). 
Uno de los cinco escritores seleccionados para el Premio Nacional de Literatura (1999) en Paraguay. En 2002 con la novela "Juego Cruzado" ganó el Premio Municipal de Literatura, otorgado por la Municipalidad de Asunción.
En julio de 2012 Colombino ganó el Premio de Novela Augusto Roa Bastos por su obra "Atajo", publicada por la editorial Alfaguara bajo el seudónimo de Esteban Cabañas.

## En gestión cultural
Fue uno de los creadores del Centro de Artes Visuales / Museo del Barro y director del mismo. Asimismo, fundó en 2010 el Museo del Mueble Paraguayo, ubicado en la compañía Cocué Guazú, de la localidad de Areguá, departamento Central, donde también se encontraba su residencia. Fue además creador y director del Centro Cultural de la Ciudad "Manzana de la Rivera" durante la administración municipal de Carlos Filizzola de la Ciudad de Asunción. También dirigió la restauración de este centro cultural, asentado en un importante patrimonio arquitectónico de la capital paraguaya. Creó la Fundación Carlos Colombino Lailla que, entre otras iniciativas, fomentó la creación del Museo de Oro y Plata del Paraguay, además del Casa Museo Cabañas en Caapucú y el Museo de Arte Contemporáneo de Concepción y Norte.
Desde 2008 hasta junio de 2012 fue director de la Dirección General de Archivos, Bibliotecas y Museos de la Secretaría Nacional de Cultura, desde donde, entre otras cosas, remozó el Archivo Nacional de Asunción y el Museo de Bellas Artes.

## En arquitectura
Si bien existe poca bibliografía sobre la propuesta arquitectónica de Carlos Colombino, en Paraguay su obra ha sido de las más importantes de la última mitad del siglo pasado. Fue clave para la transformación estética y modernización de la arquitectura en este país; sumada a la propuesta de otros arquitectos paraguayos contemporáneos como Genaro Pindú. El aporte arquitectónico de Colombino abarca además una importante tarea de restauración patrimonial.

## Exposiciones
La larga y rica trayectoria de exposiciones  comenzó en 1956 con el auspicio de la revista Alcor en el Centro Cultural Paraguayo - Francés. Posteriormente realizó una muestra en conjunto con la artista plástica paraguaya Olga Blinder en la Ciudad de Buenos Aires, donde conoció al escritor paraguayo Augusto Roa Bastos, quien se encontraba en el exilio y estrechó amistad con él. 
Carlos Colombino participó de exhibiciones de gran escala. Sus obras se han expuesto en importantes galerías y museos. Realizó varias exposiciones individuales en Madrid, Washington, Buenos Aires, París, Santiago de Chile, São Paulo, Lima, Montevideo, Cuenca, La Habana y las ciudades estadounidense Lawrence y Chicago. Algunas de sus obras fueron expuestas durante las jornadas por la democracia en Paraguay, realizadas en Madrid, en 1987.
En 1959, el Museum of Fine Arts de Dallas habilitó una exposición de sus xilopinturas. 
En la década de los 60 Colombino se presentó en la bienal de São Paulo.
Colombino ha expuesto en el Ateneo de Madrid (1964), en la Unión Panamericana de Washington (1966) y en el Museo de Arte Moderno de Buenos Aires (1969).
Estuvo presente en la Bienal Internacional de Pintura (1987), Cuenca, Ecuador. Su muestra fue elegida Mejor Exposición Extranjera en el AICA, Montevideo (1987). 
Instaló en 1992, en la Feria de Sevilla, su objeto de maderas recortadas, "El tren". Tras la caída del régimen stronista Colombino proyectó y realizó en 1995, en la Plaza de los Desaparecidos de Asunción, un monumento escultórico con la estatua del Gral. Alfredo Stroessner 1997. 
Abrió la muestra "We are América" en el Centro Cultural de la República El Cabildo (2004). Al año siguiente (2005) presentó "La conjura", una serie de cinco exposiciones en Asunción y exponuso en México y Chicago.
Falleció el 14 de mayo de 2013 en Asunción, Paraguay, a causa de complicaciones de salud, luego de luchar contra una penosa enfermedad.

## Premios
Varios premios tiene Colombino en su haber. Entre ellos el Gran premio de la Bienal de Quito, Ecuador (1968); el Especial de Pintura (VI Bienal del Deporte, Madrid, 1977); el Interamericano de Cultura “Gabriela Mistral” (Washington, 1990); y el Internacional de Grabado (San Juan de Puerto Rico, 1995).
Recibió el primer premio de pintura en la muestra Arte Actual de América y España, Madrid (1963); 
Obtuvo el gran premio en la I Bienal de Quito (1968); Ecuador.
Recibió una mención de Honor, Bienal de Grabado de Maracaibo (1977), Venezuela.
Fue merecedor del segundo Premio. Premio Internacional de Grabado - XI Bienal del Grabado de San Juan, Puerto Rico (1995).
Mereció el premio de Pintura, Cámara de Senadores, de la Bienal Interparlamentaria del Mercosur – Montevideo (1997). 
Recibió el premio Internacional de Grabado, Bienal de San Juan de Puerto Rico (2001). 
Fue ganador del Premio Nacional de Literatura (1999) en Paraguay. En 2002 recibió el Premio Municipal de Literatura, otorgado por la Municipalidad de Asunción.
Ganó en Montevideo el premio de pintura en la I Bienal del Mercosur.
Se hizo acreedor del Premio Internacional del Grabado de la XIV Bienal de San Juan de Puerto Rico (2001). 
Recibió en Buenos Aires el Premio Konex Mercosur (2002).
Su novela "Atajo" ganó el Premio de Novela Augusto Roa Bastos 2012, otorgado por la editorial Alfaguara y la Embajada de España en Paraguay.

## Condecoraciones
- Orden de Rio Branco en el grado de Comendador, por el gobierno de Brasil (1997).
- Orden de Cavaliere, por el presidente de Italia (2003).
- Huésped Ilustre de la ciudad de La Habana (1993).
- Caballero de la Orden de Isabel la Católica, otorgada por el rey Juan Carlos I de España.
- Orden de Mayo al Mérito en grado Comendador, Argentina, 2005.[3]

## Obituario
Acertó plenamente un comentarista de la noticia de la muerte de Carlos Colombino, glosada en la misma fecha por un diario asunceno, cuando, al reflejar en paráfrasis lorquiana uno de los más conocidos poemas del andaluz universal, escribió  “tardará mucho tiempo en nacer, si es que nace”… alguien que pueda ser comparado sin demérito con quien en su opinión, en la mía y espero que en la de muchos de sus compatriotas,  ha sido el más destacado emblema de la cultura paraguaya de su tiempo.
Tan comprometido con su época y, a la vez, tan fuera de ella, fue Carlos un “hombre del Renacimiento”, tal vez llamado a marcar el pensamiento y el arte paraguayo de este siglo y del último tercio del anterior con un jalón “pre” y “post colombino”. Así podría reclamarlo la extensa, polifacética y multiforme expresión de sus variados saberes y la insaciable voracidad experimental e indagatoria con que los proyectó.
Como arquitecto y como xilopintor lega una extensa muestra de su arte, en el que se revela a la evidencia ese toque genial que solo acompaña a los verdaderamente grandes: la inequívoca identificación del autor, en cualquiera de sus obras, puesta al alcance del lego que las contempla. Porque la producción del maestro paraguayo es tan personalísimamente inconfundible en la resolución estética de sus proyectos de arquitectura como discernible, por el sello tan característico que supo imprimirles, en sus trabajos sobre la madera. Nadie como él ha sabido en nuestros días volcar al mismo tiempo sobre ese soporte inerte y humilde la nobleza de un arte tan depurado y el vigoroso manifiesto de la denuncia
Pero el artista plástico acertó también en su tránsito por muy diversas expresiones literarias, en las que dejó igualmente traza de su espíritu crítico, nunca complaciente y a veces demoledor. Con igual entusiasmo y curiosidad permanente cultivó diversos registros, aportando una voz muy original, surrealista en ocasiones, al relato y al ensayo, a la poesía y al teatro, al artículo de prensa y hasta a la diatriba satírica y polemizadora, en la que refulgía su espíritu irónico y su displicente y temible mordacidad.
Fue Colombino, espíritu inquieto e inconformista, la antítesis del intelectual pesebrista, acopladizo y complaciente. Para reservarse el derecho permanente de censurar en otros lo que en sí mismo jamás hubiera admitido, fue un fervoroso militante del pensamiento libre y del compromiso inclaudicable con las causas que consideró justas. A menudo incómodo para el poder, sus propios detractores habrán de reconocer en este grande del pensamiento y del arte paraguayo una figura de trascendencia nacional y de resonancia continental, o al menos regional. En acto de justicia póstuma, el tiempo, juez infalible, asignará su verdadera dimensión a un hombre cercano y accesible, que enmascaraba su ternura, no exenta de cierta timidez, bajo el rocoso parapeto de su aparente intransigencia, que recibió en vida premios y honores a un nivel inferior al demandado por sus colosales merecimientos, que rehuyó de la solemnidad y que con entrega y generosidad puso su esfuerzo y su trabajo al servicio de los otros, nunca al de su gloria o su patrimonio personal.
La fecundación y la cosecha de su valioso legado queda al cargo de su hija, heredera del talento y de la tenaz rebeldía del padre, pero sobre todo bajo el amparo de ese grupo de artistas y de críticos “postcolombinos”, sus tan cercanos amigos y empeñosos cofundadores del Museo del Barro, la selecta tropa de “enlodados” que, como el propio Carlos, han hecho de esa institución señera de la cultura paraguaya una misión de vida. Leales custodios de ese insigne depósito, son ellos los comprometidos albaceas de la huella artística del maestro, que veremos agigantarse con el correr de los años.
Eduardo de Quesada fue embajador de España en Paraguay entre 2003 y 2007.

## Muerte
Falleció el 14 de mayo del 2013, luego de una lucha de varios meses contra el cáncer, sus restos descansan en el Cementerio del Este de la ciudad de Asunción.